# Dedal z Sykionu
Dedal z Sykionu – rzeźbiarz i brązownik starogrecki.

## Biografia
Był synem i uczniem rzeźbiarza Patroklesa, wymienionego przez Pliniusza Starszego wśród artystów peloponeskich czynnych podczas 95. olimpiady. Miał być związany ze szkołą Polikleta i współczesnym Naukydesowi. Według Pauzaniasza Dedal z Sykionu wyrzeźbił trofeum mieszkańców Elidy wzniesionego w Altis, które upamiętnić miało zwycięstwo nad Spartą w 401–399 p.n.e., jak również znane w starożytności posągi przedstawiające atletów.
Zdaniem Pliniusza Starszego Dedal z Sykionu był autorem rzeźby przedstawiającej dwóch oczyszczających się chłopców.
Włoski historyk sztuki Paolo Moreno uznał Dedala z Sykionu za autora typowego przedstawienia Apoksyomenosa oczyszczającego skrobaczkę, którego najpełniejszą starożytną kopię, przetrwałą do naszych czasów, stanowi brązowy posąg Apoksyomenosa odnaleziony w 1996 w pobliżu chorwackiej miejscowości Mali Lošinj, prezentowany w tamtejszym muzeum. Typ ten znany jest również z rzeźby odnalezionej w 1896 roku w Efezie, stanowiącej obecnie zabytek w zbiorach wiedeńskiego Kunsthistorisches Museum.

## Galeria

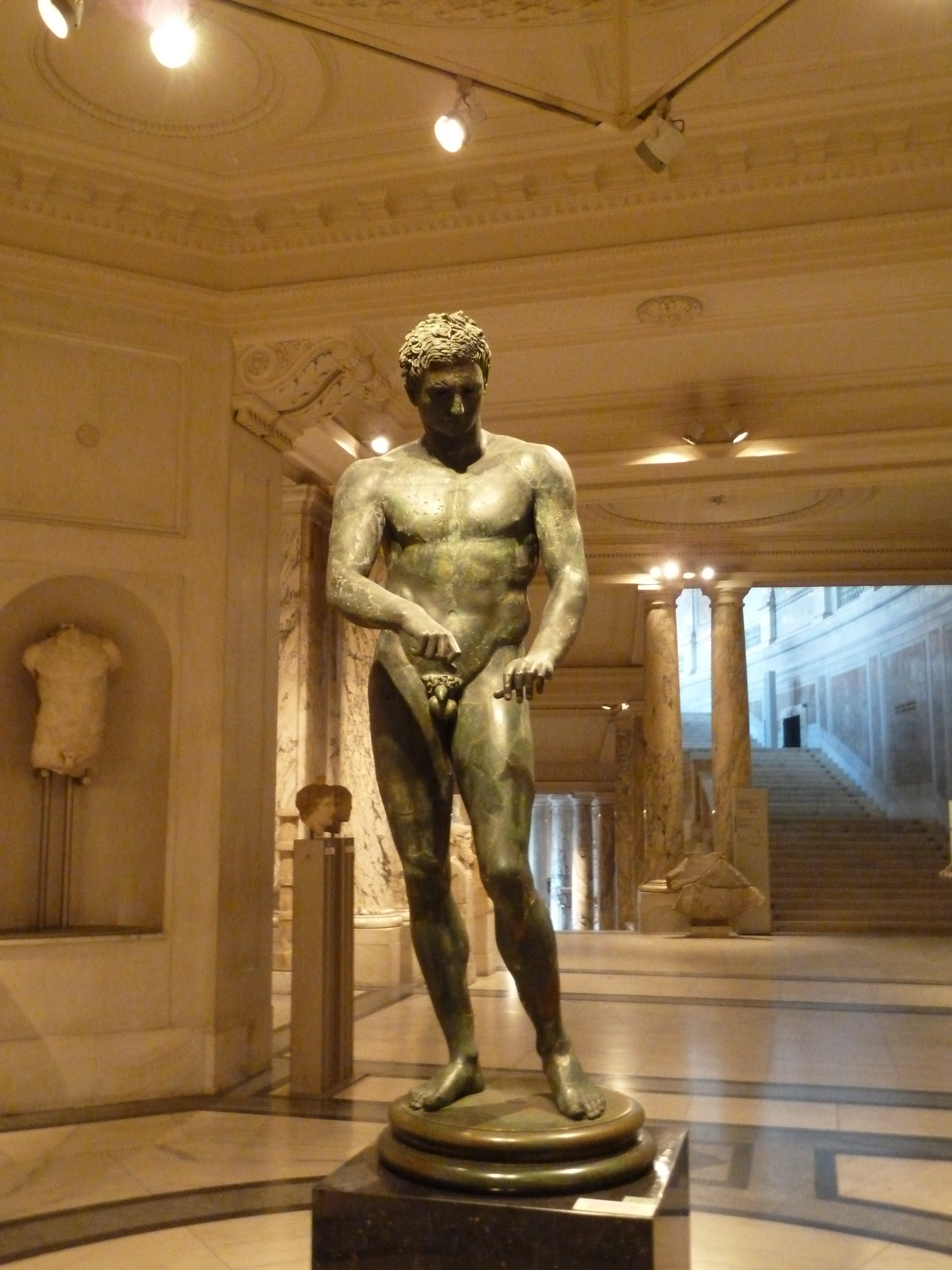
Apoksyomenos „efeski”
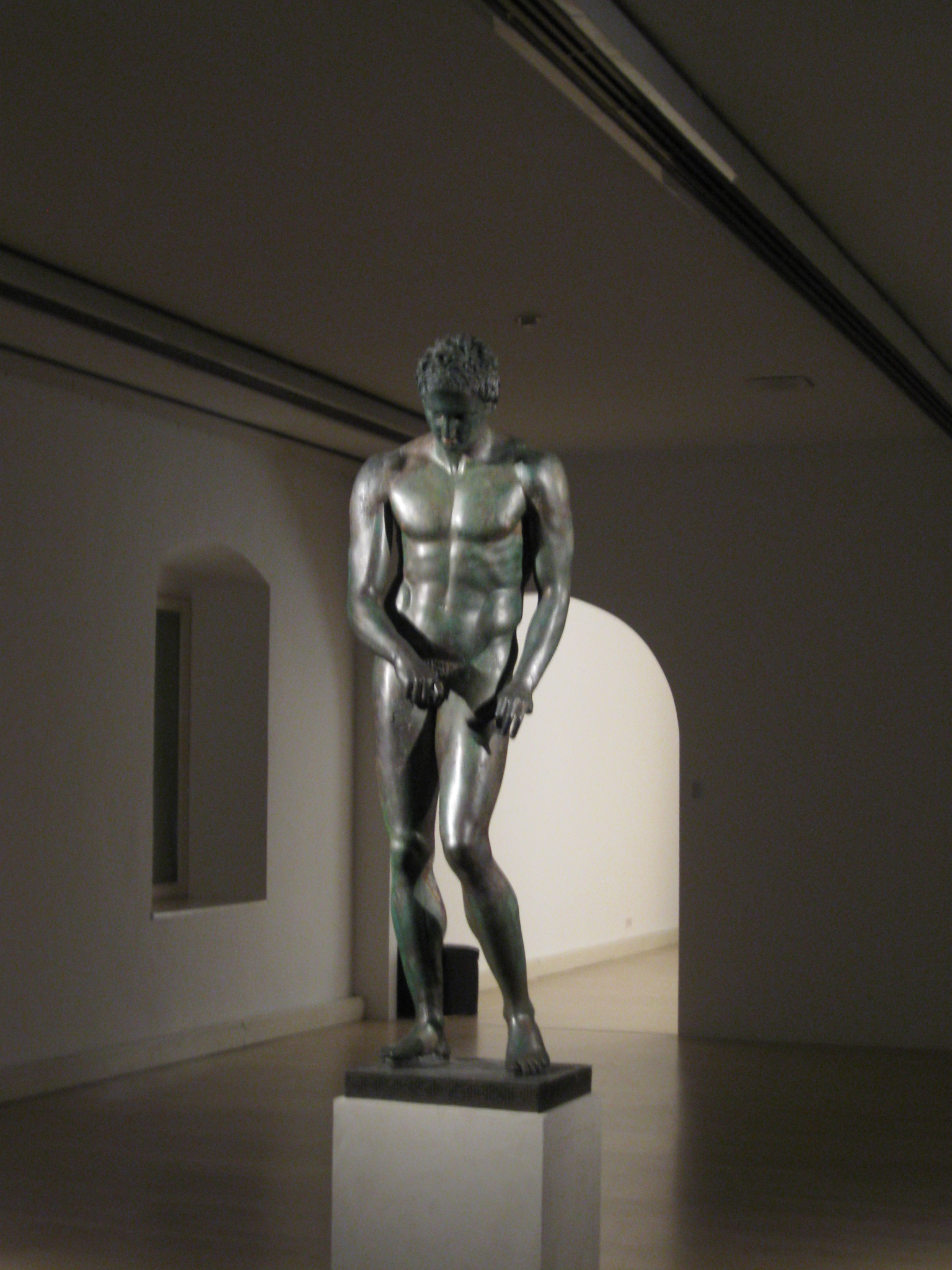
Apoksyomenos „chorwacki”
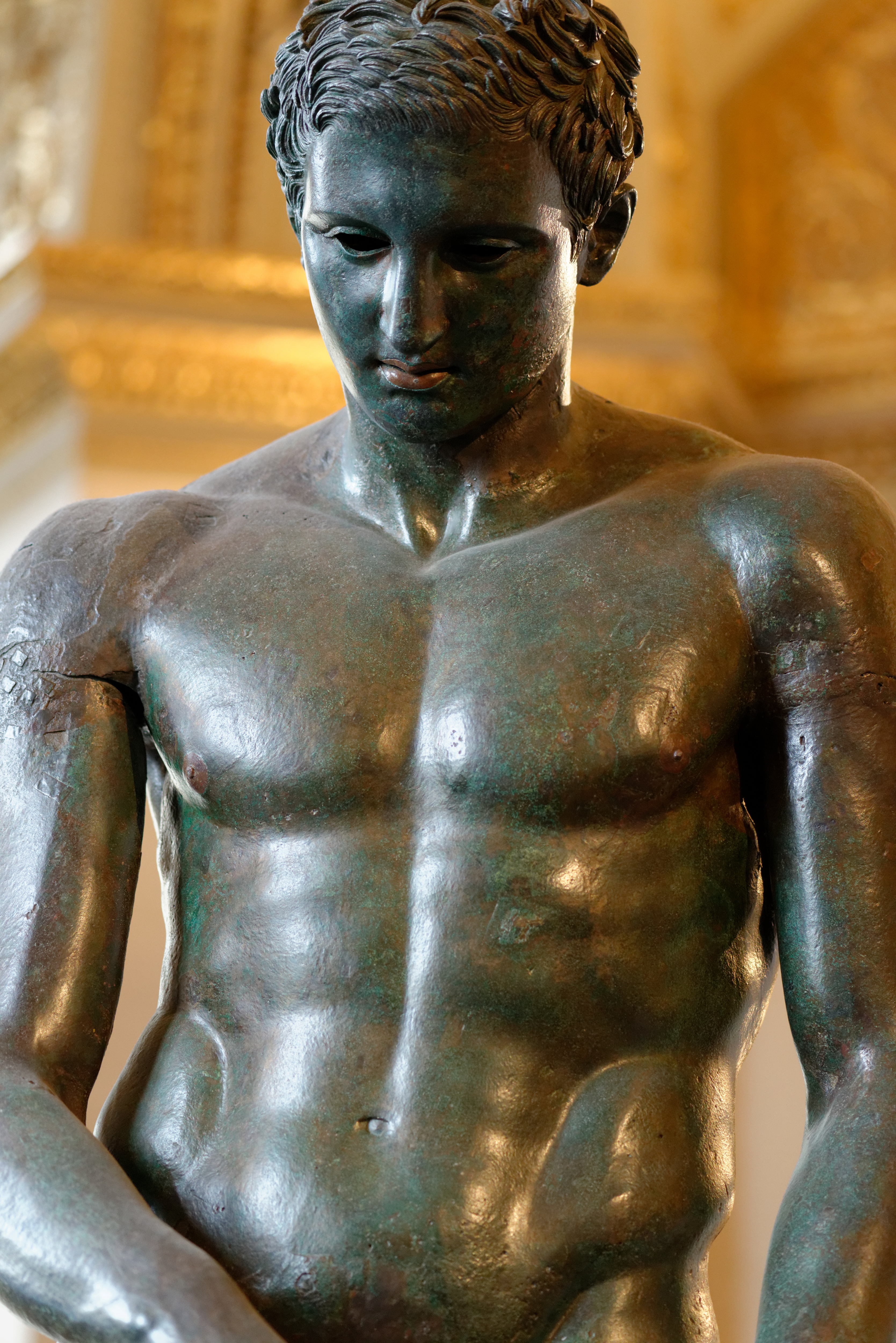
Apoksyomenos „chorwacki” (tors i głowa)
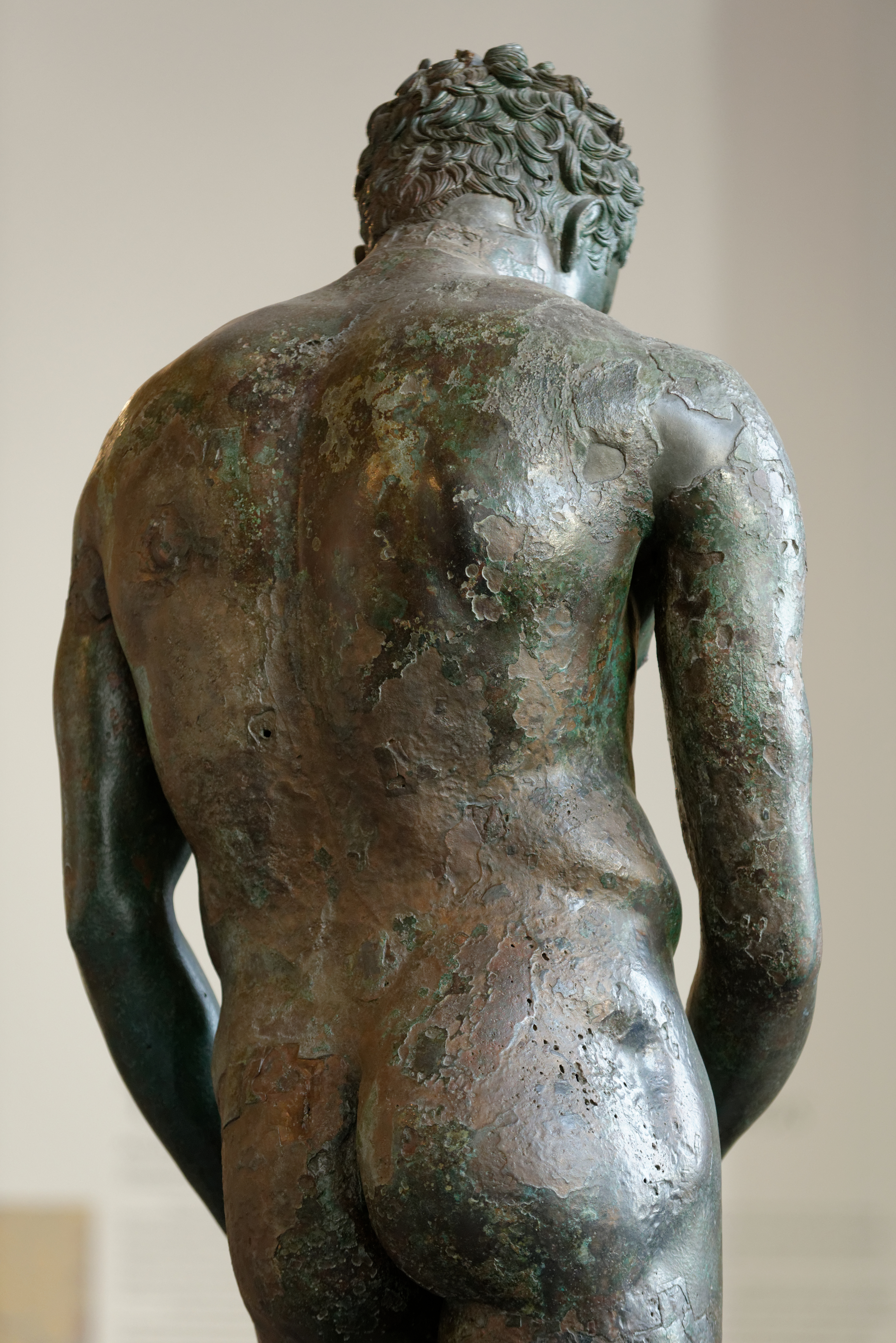
Apoksyomenos „chorwacki” (tył posągu)